# Canet (Aude)
Canet – miejscowość i gmina we Francji, w regionie Oksytania, w departamencie Aude. Przez gminę przepływa rzeka Aude. 
Według danych na rok 1990 gminę zamieszkiwało 939 osób, a gęstość zaludnienia wynosiła 67 osób/km² (wśród 1545 gmin Langwedocji-Roussillon Canet plasuje się na 360. miejscu pod względem liczby ludności, natomiast pod względem powierzchni na miejscu 568.).

## Zabytki
Zabytki w miejscowości posiadające status Monument historique:
- wzmocniony młyn